# Gargettiana
Gargettiana är ett släkte av fjärilar. Gargettiana ingår i familjen tandspinnare.
Kladogram enligt Catalogue of Life:
| Gargettiana | \| \| Gargettiana melanosticta \| \| \| \| \| \| Gargettiana nomo \| \| \| \| \| \| Gargettiana punctatissima \| \| \| \| |
|             | \| \| Gargettiana melanosticta \| \| \| \| \| \| Gargettiana nomo \| \| \| \| \| \| Gargettiana punctatissima \| \| \| \| |
|             | Gargettiana melanosticta                                                                                                  |
|             | |
|             | Gargettiana nomo |
|             | |
|             | Gargettiana punctatissima                                                                                                 |
|             | |